# Пинчер, Крис
Кристофер Джон Пинчер (англ. Christopher John Pincher, род. 24 сентября 1969) — британский политик. Член Консервативной партии, занимает должность члена парламента (МП) от Тамворта с 2010 года. Ранее Пинчер работал заместителем организатора Консервативной партии в парламенте и казначеем семьи с 2018 по 2019 год и с февраля по июнь 2022 года.
Пинчер впервые был избран депутатом от Тамворта на всеобщих выборах 2010 года, когда он получил место от Лейбористской партии. Впервые он сразился за это место в 2005 году. С 2015 по 2016 он работал парламентским личным секретарем министра иностранных дел Филиппа Геммонда.
В 2017 году Пинчер занимал должность помощника кнута (парламентского организатора) партии в парламенте и контролера королевского двора, прежде чем ушёл в отставку, после того как в Вестминстере в 2017 году его обвинили в сексуальных домогательствах Том Бленкинсоп и Алекс Стори. Через два месяца, в январе 2018 года, Тереза Мэй назначила его заместителем главного правительственного организатора и казначеем королевского двора. После того, как Борис Джонсон стал премьер-министром в июле 2019 года, Пинчер был назначен государственным министром по делам Европы и Америки. В феврале 2020 года он был назначен государственным министром по вопросам жилищно-коммунального хозяйства. В феврале 2022 года он вернулся к своей прежней роли заместителя главного правительственного организатора и казначея королевского двора.
После того, как он якобы ощупал двух мужчин в состоянии алкогольного опьянения, 30 июня 2022 года Пинчер ушёл в отставку с должности заместителя председателя. Это вызвало скандал вокруг его назначения на этот пост, что привело к правительственному кризису.

## Ранняя биография
Пинчер родился в Уолсолле и вырос в Вомборне, графство Стаффордшир. Он был членом Консервативной партии с 1987 года, заинтересовался партийной деятельностью во время стачек шахтёров 1984—85 годов. Он был заместителем директора Conservative Collegiate Forum, затем главой Islington North Constituency Association, избирательного округа, который представлял Джереми Корбин с 1983 года. В преддверии всеобщих выборов 1997 года, на которых он баллотировался в парламент на вакантное лейбористское место Уорли в Сэндвелле, его считали будущим членом кабинета министров; он занял второе место, набрав 24 % голосов.
Пинчер был участником успешной кампании Иана Дункана Смита по лидерству партии в 2001 году. Он не был избран в 2005 году, когда впервые баллотировался по Темворту, набрав 2,8 % голосов от лейбористов. Хотя Брайан Дженкинс сохранил место, Пинчер сказал, что он выиграл спор после кампании за усиление полицейской и школьной дисциплины.
Будучи кандидатом, он выступал против решения о закрытии Мерсианской школы королевы Елизаветы и назвал решение 2009 оставить школу открытой «победой власти народа». Он также успешно оказывал давление на Persimmon, чтобы он возобновил и завершил строительство полупостроенного имения Tame Alloys Estate в Wilnecote.

## Обвинения в сексуальных домогательствах
5 ноября 2017 года Пинчер ушёл в отставку с должности контролера домашнего хозяйства и заместителя организатора (кнута) партии и добровольно обратился к процедуре рассмотрения жалоб Консервативной партии и полиции в рамках обвинений в сексуальных притязаниях в Вестминстере 2017 года. Его обвинил в сексуальном насилии бывший олимпийский гребец и кандидат от консерваторов Алекс Стори. В 2017 году Стори утверждал, что он был объектом нежелательных сексуальных притязаний со стороны Пинчера в 2001 году, когда депутат пригласил Стори к себе на квартиру, где Пинчер массировал ему шею и говорил о своём «будущем в Консервативной партии», а затем переоделся в халат. Вспоминая этот эпизод, Стори сказал, что успехи Пинчера сделали его похожим на Гарви Вайнштейна. Пинчер сказал, что «я не признаю ни событий, ни их интерпретации», и «если мистер Стори когда-то чувствовал себя чем-то обиженным, я могу только извиниться перед ним». Пинчер также был обвинён в притязаниях к бывшему депутату от Лейбористской партии Тому Бленконсопа, который сказал ему «отвалить». 23 декабря 2017 года следственная комиссия Консервативной партии установила, что Пинчер не нарушал кодекс поведения.
30 июня 2022 года Пинчер ушёл в отставку с должности заместителя главы правительственного отдела после того, как он признался, что «слишком много выпил» накануне вечером в Carlton Club, частном клубе для членов в Сент-Джеймсе, Лондон, и «пристыдил себя и других людей». Утверждается, что он ощупал двух мужчин. Он был отстранён от должности в Консервативной партии, но остался в парламенте как независимый представитель.
3 июля 2022 г. появилось шесть новых обвинений против Пинчера, касающихся его поведения в течение десяти лет. Три жалобы заключаются в том, что Пинчер совершил нежелательные действия в отношении других мужчин-депутатов: в баре в Палате общин и в парламентском офисе Пинчера. Сообщается, что один из жалобщиков предоставил подробности на Даунинг-стрит в феврале и выразил обеспокоенность тем, что Пинчер станет председателем, ответственным за благосостояние другого депутата. Пинчер утверждал, что не собирался уходить в отставку с должности депутата.
В последующие дни стало известно, что Борис Джонсон был проинформирован о предполагаемом неправомерном поведении Пинчера в 2017 году, что Джонсон изначально отрицал. Эта ложь и назначение Пинчера на должность заместителя председателя партии, несмотря на его историю, спровоцировали переросший в правительственный кризис политический скандал, в результате которого Борис Джонсон ушёл в отставку с поста лидера Консервативной партии 7 июля 2022 года.

## Отличия
Он принял присягу как член Почетного тайного совета Ее Величества 23 ноября 2018 года.

## Комментарии
1. ↑  In 2017, the American film producer Harvey Weinstein had been accused of rape, sexual assault and sexual abuse, leading to the #MeToo movement against sexual abuse, sexual harassment, and rape culture; "pound shop" is a reference to British high street discount stores such as Poundland.